# Ingvar Høegh
Ingvar Kristian Frederik Høegh (* 30. April 1927 in Qaqortoq; † 15. März 2007) war ein grönländischer Politiker (Atassut).

## Leben
Ingvar Høegh war der Sohn des Schmieds John Otto Abel Jens Høegh (1890–1966) und seiner Frau Marie Augusta Hanne Chemnitz (1896–1972). Sein älterer Bruder war Erling Høegh (1924–1993) und sein Zwillingsbruder Oluf Høegh (1927–2018). Zwei Onkel väterlicherseits waren Pavia Høegh (1886–1956) und Frederik Høegh (1895–1970), die wie sein Vater im Landesrat saßen. Ein Onkel mütterlicherseits war Jørgen Chemnitz (1890–1956), ebenso Landesrat und Vater des Politikers Lars Chemnitz (1925–2006). Ingvar Høegh heiratete am 6. April 1968 Else Arnarsaq Egede (* 1932).
Während des Zweiten Weltkriegs fuhr er als Schiffsjunge zwischen Grönland und den USA. Später wurde er zum Fleischer ausgebildet und arbeitete von 1951 bis 1977 in der Fleischerei und Krabbenfabrik Qaqortoq, war dann von 1978 bis 1981 Fabrikleiter in Paamiut, von 1981 bis 1989 in Narsaq und von 1989 bis 1994 wieder in Qaqortoq.
Von 1952 bis 1956 war er Gemeindevogt in Narsaq, von 1955 bis 1956 Ratsmitglied der Gemeinde Narsaq und von 1959 bis 1963 Ratsmitglied der Gemeinde Qaqortoq. Bei der Landesratswahl 1967 war er Erster Stellvertreter für seinen Bruder Erling, ebenso wie bei der Wahl 1971. Bei der Landesratswahl 1975 trat er erstmals selbst an, unterlag aber knapp Lars Godtfredsen und verpasste einen Sitz in Grønlands Landsråd. Nachdem er 1979 nicht zur ersten Wahl zum Inatsisartut antrat, wurde er bei der Wahl 1983 für die Atassut gewählt und 1984 wiedergewählt. 1987 trat er nicht mehr selbst an, sondern nur als Zweiter Stellvertreter für Sten Egede Hegelund, der jedoch nicht gewählt wurde. 1993 trat er zur Kommunalwahl in Qaqortoq an und wurde gewählt. 1995 trat er wieder als Zweiter Stellvertreter zur Parlamentswahl an. Diesmal für Torben Emil Lynge, der allerdings ebenfalls den Einzug verpasste. Zur Kommunalwahl 1997 stellte er sich erneut auf, erhielt allerdings nur die drittmeisten Stimmen seiner Partei und verpasste somit den erneuten Einzug in den Gemeinderat.
Am 16. April 2003 erhielt er den Nersornaat in Silber. Er starb im März 2007 im Alter von 79 Jahren.